# Legends Football League
Legends Football League (tidligere Lingerie Football League) (LFL) er en amerikansk kvindeliga i amerikansk fodbold.
Legends Football League startede 2004 under navnet Lingerie Bowl, som et underholdende indslag i pausen af Super Bowl XXXVIII, men succesen var så stor, at man 2009 lancerede en officiel liga med ti hold fra hele USA. 
I den første sæson 2009-2010 vandt Los Angeles Temptation ved at besejrede Chicago Bliss med 27-14 i finalen. 
Holdene i LFL rekrutterer primært deres spillere blandt atleter med en fortid inden for sportsgrene såsom atletik, tennis, softball, volleyball, europæisk fodbold, basketball og fitness-bodybuilding. 
Legends Football League sendes 2010/2011 på Canal 9.
Ligaen ændrede navn i 2013 til Legends Football League.

## Regler
Banen er mindre end i mandlig amerikansk fodbold, og der er kun syv spillere på banen fra hvert hold. En typisk offensiv opstillning er; en quarterback, to running backs, en center og tre wide receivers i offensiven og to defensive linemen, to linebackers, to cornerbacks og en safety i defensiven. Kampen består af to halvlege á 17 minutter. Uafgjort udløser en sudden death overtime på 8 minutter. 
Reglerne er også på en række andre punkter en smule anderledes end mandlig amerikansk fodbold; bl.a. kan der ikke laves ekstra point på field goal, men i stedet kan pointet opnås ved at føre bolden ind i endzone fra to yard-linjen. Holdene kan også vælge at satse og gå efter en to-point conversion, men så skal snappet foregå på fem yard-linjen.

## Legends Football League 2010/2011
Legends Bowl 2011 skal spilles i Las Vegas, Nevada på Thomas & Mack Arena søndag den 6. februar under pausen i Super Bowl XLV. 
| Eastern Conference     | Arena og by                                             |
| ---------------------- | ------------------------------------------------------- |
| Baltimore Charm        | 1st Mariner Arena (Baltimore, Maryland)                 |
| Philadelphia Passion   | Sun National Bank Center (Trenton, New Jersey)          |
| Miami Caliente         | FIU Stadium (Miami, Florida)                            |
| Orlando Fantasy        | UCF Arena (Orlando, Florida)                            |
| Tampa Breeze           | St. Pete Times Forum (Tampa, Florida)                   |
| Western Conference     | Arena og by                                             |
| Chicago Bliss          | Sears Centre (Hoffman Estates, Illinois)                |
| Dallas Desire          | Cotton Bowl (Dallas, Texas)                             |
| Los Angeles Temptation | Los Angeles Memorial Coliseum (Los Angeles, California) |
| San Diego Seduction    | San Diego Sports Arena (San Diego, California)          |
| Seattle Mist           | ShoWare Center (Kent, Washington)                       |